# Держись до конца
«Держись до конца» (англ. Going the Distance) — канадский комедийный кинофильм 2004 года.

## Сюжет
Ник (Кристофер Жако) — обычный молодой человек, ведущий особо непримечательную жизнь. Но всё обычное рано или поздно заканчивается. Триш, его девушка, которую спустя годы заметили в кругах шоу-бизнеса, сообщает ему что она отправляется на церемонию Much Music Video Awards в Торонто. Ник соглашается отпустить её на выступление, но с большой неохотой.
Придя домой, он сталкивается с полуобнажённой массажисткой, которую для него наняли родители. От неё он узнаёт что Ленни (Джейсон Пристли), продюсер Триш, всем своим подопечным женского рода обычно предлагает «более короткий путь на сцену». Ник понимает, что он может потерять Триш. Сначала он решает в одиночку отправиться туда на самолёте, но первоначальный план рушится — за день перед отлётом, он, вместе с двумя приятелями — Тайлером и Даймом, напивается и засыпает, а уже утром обнаруживает что они вместе едут в трейлере родителей. Ник требует чтобы те немедленно отвезли его в аэропорт, но парни уговаривают его остаться и продолжить их «небольшое приключение». По дороге они подбирают двух попутчиц — Сашу и Джилл. Родители Ника, считающие что их чадо достойно гораздо лучшей девушки, нанимают бывшего военного, чтобы тот любой ценой помешал Нику добраться до Торонто.

## В ролях
| Актёр           | Роль   |
| --------------- | ------ |
| Кристофер Жако  | Ник    |
| Джоанн Келли    | Саша   |
| Шон Робертс     | Тайлер |
| Кэтрин Уинник   | Триш   |
| Райан Бельвилль | Дайм   |
| Джейсон Пристли | Ленни  |
| Мэтт Фрюэр      | Джозеф |
| Эндрю Эйрли     | Джерри |
| Аврил Лавин     | камео  |
| Том Такер       | камео  |
| Тео Гуцинакис   | камео  |

## Soundtrack
Выпущен: 2004
Жанр: панк-рок, поп-панк, альтернативный рок
Оригинальный саундтрек Going The Distance был доступен после выпуска фильма.
1. Sum 41 — Open Your Eyes
2. Gob — Break
3. The Darkness — Growing on Me
4. Jersey — What A Wonderful World
5. Jet — Cold Hard Bitch
6. Katy Rose — License To Thrill
7. Thornley — So Far So Good
8. Avril Lavigne — Losing Grip (Live In Dublin)
9. The Trews — Not Ready to Go
10. Swollen Members — Watch This
11. Kyprios — Sex
12. Sweatshop Union feat. Moka Only — Better Days
13. Lester — Superfreak
14. Motion City Soundtrack — Knockin